# Platania
Platania est une commune italienne de la province de Catanzaro dans la région Calabre en Italie.

## Personnalités liées à Platania
- Frankie Conley
- Emanuele Nicolazzo, garibaldien

## Administration
| Période                                  | Période  | Identité    | Étiquette | Qualité |
| ---------------------------------------- | -------- | ----------- | --------- | ------- |
| 29 mai 2007                              | En cours | Carlo Conti |           |         |
| Les données manquantes sont à compléter. |          |             |           |         |

### Communes limitrophes
Conflenti, Decollatura, Lamezia Terme, Serrastretta